# 海尼夫卡
48°48′50″N 32°0′22″E / 48.81389°N 32.00611°E
海尼夫卡（烏克蘭語：Хайнівка）是位於烏克蘭中部的村落，由基洛夫格勒州的克羅皮夫尼茨基區負責管轄，海拔高度174米，2001年人口57，98%居民使用烏克蘭語。